# Essential Yello
Essential Yello è un album di raccolta del gruppo di musica elettronica svizzero Yello, pubblicato nel 1992.

## Tracce
1. Oh Yeah – 3:05
2. The Race – 3:15
3. Drive/Driven – 4:11
4. Rubberbandman – 3:35
5. Vicious Games – 4:19
6. Tied Up – 3:32
7. Lost Again – 4:19
8. I Love You – 4:05
9. Of Course I'm Lying – 3:50
10. Pinball Cha Cha – 3:33
11. Bostich – 4:35
12. Desire – 3:40
13. Jungle Bill – 3:35
14. Call It Love – 4:05
15. Goldrush – 4:20
16. The Rhythm Divine (feat. Shirley Bassey) – 4:20